# Gerald (Missouri)
Gerald – miasto w Stanach Zjednoczonych, w stanie Missouri, w hrabstwie Franklin.